# 眠らない男・ナポレオン -愛と栄光の涯に-
『眠らない男・ナポレオン ―愛と栄光の涯に―』（ねむらないおとこ・ナポレオン　あいとえいこうのはてに）は、宝塚歌劇団のミュージカル作品。正式タイトルは、ル・スペクタクル・ミュージカル『眠らない男・ナポレオン ―愛と栄光の涯に―』。作・演出担当は小池修一郎。作曲はジェラール・プレスギュルヴィックが担当。

## 概要
2014年1月1日から同年2月3日（新人公演は1月21日）まで宝塚大劇場にて、同年2月14日から3月29日（新人公演は2月27日）まで東京宝塚劇場にて、星組により上演された。
宝塚歌劇団創立100周年の幕開け公演であった。
作曲はフランスの作曲家ジェラール・プレスギュルヴィック。宝塚歌劇では、2010年に星組にて日本初演され、以降雪組（2011年）、月組（2012年）、星組（2013年）と再演を重ねる『ロミオとジュリエット』のクリエイティブスタッフとしても知られる。日仏合作ミュージカルとなり、フランスの英雄ナポレオン・ボナパルトの栄光の軌跡を、妻ジョセフィーヌとの愛と葛藤を盛り込みながら描いた。
また、大劇場公演初日お芝居の前に行われた100周年記念口上では、柚希・夢咲のほかに、蘭寿とむ・蘭乃はな（花組）、龍真咲・愛希れいか（月組）、壮一帆・愛加あゆ（雪組）、凰稀かなめ・実咲凜音（宙組）、轟悠（専科・歌劇団理事）が出演した。

## あらすじ
コルシカ島に生まれた下級貴族出身のナポレオン・ボナパルト。士官学校時代に勉強漬けの日々を送りマルモンとブリエンヌに出会う。卒業後すぐに砲兵隊の少尉になり、その後も順調に昇進していった。フランス革命が勃発した際にマルモンと再会する。クーデターを抑えるために大砲を打ち込むことにした彼はミュラに大砲を運ばせた。クーデターを抑えた彼はバラスの主催する夜会に招待される。そこで運命の出会いがあった。ジョゼフィーヌに恋したナポレオンは恋の病にかかる。バラスの引立てで国内軍副総司令官になった彼は刀狩を行う。そこへ一人の少年が現れた。彼こそジョゼフィーヌの息子のウジェーヌだった。息子が心配で駆けつけたジョゼフィーヌと再会したナポレオン。食事の約束をしてついに2人は恋に落ちた。恋の噂は町中の知れるところとなった。イタリア遠征前に彼は彼女との結婚をする。イタリア遠征中に手紙を書くがジョゼフィーヌは応じなかった。何とかしてバラスの命令で彼女のイタリア行きが決まるが、待っていたのは彼だけでなく彼の家族だった。ナポレオンの母レティティアに認められずジョゼフィーヌはイポリットと早く戻りたいと願っていたがナポレオンに愛人の存在がばれてしまう。離婚の危機に陥る2人。帰国後すぐにエジプト遠征へと旅立ったナポレオン。遠征中に妹からの手紙で翻弄される。更に、国内情勢を知った彼は帰国を決断。クーデターを成功させる。ジョゼフィーヌは彼を迎えに行ったがすれ違ってしまう。彼女の言う事を信じられないナポレオンだったが、彼女の話を信じ離婚を避けた。そして、イタリア遠征に再び向かった。遠征前にミュラはナポレオンの妹であるカロリーヌと結婚した。イタリア遠征は大成功に終わりついに彼は皇帝になると宣言した。一羽の荒鷲となり皇帝となった彼。しかし、その先にあるのは栄光の涯の凋落だった。

## スタッフ
宝塚大劇場公演のデータ
- 作・演出：小池修一郎
- 作曲：ジェラール・プレスキュルヴィック
- 音楽監督・編曲：太田健
- 編曲：高橋恵
- 音楽指揮：佐々田愛一郎
- 振付：羽山紀代美、御織ゆみ乃、若央りさ、桜木涼介
- 装置：大橋泰弘
- 衣装：有村淳
- 照明：勝柴次朗
- 音響：大坪正仁
- 映像：奥秀太郎
- サウンドプログラマー：上田秀夫、宮川勝明
- 小道具：加藤侑子
- 歌唱指導：楊淑美
- 演出補：稲葉太地
- 演出助手：田渕大輔、谷貴矢
- 装置捕：國包洋子、稲生英介
- 舞台進行：表原渉（第一幕）、香取克英（第二幕）
- 舞台美術製作：株式会社 宝塚舞台
- 演奏：宝塚歌劇オーケストラ
- 制作：渡辺裕
- 制作補：三木規靖
- 制作・著作：宝塚歌劇団
- 主催：株式会社 阪急電鉄

参考資料：宝塚大劇場公演のプログラム

## 主な配役
本公演
- ナポレオン・ボナパルト：柚希礼音
- ジョセフィーヌ：夢咲ねね
- バラス／フランツI世：一樹千尋
- グランマルモン：英真なおき
- レティッツィア：美穂圭子
- タレーラン：北翔海莉
- スタール夫人：万里柚美
- フーシェ：美稀千種
- クレール：毬乃ゆい
- メッテルリヒ／シェイエス：美城れん
- ジョセフ：十輝いりす
- テレーズ：音花ゆり
- ベルティエ：鶴美舞夕
- マルモン：紅ゆずる
- ブリエンヌ：壱城あずさ
- リシュアン：如月蓮
- オランプ：白妙なつ
- オージューロー：海隼人
- マッセナ：汐月しゅう
- ナポレオンII世：天寿光希
- オルタンス：音波みのり
- レカミエ夫人：優香りこ
- ダヴィッド：大輝真琴
- ミュラ：真風涼帆
- ロベスピエール／ミシェル：輝咲玲央
- ローマ法王：瀬稀ゆりと
- エリザ：夢妃杏瑠
- ルイ：夏樹れい
- イポリット：十碧れいや
- カロリーヌ：早乙女わかば
- アレクサンドルI世：麻央侑希
- ベシェール：漣レイラ
- ウジェーヌ：礼真琴
- ポーリーヌ：妃海風
- シモン：音咲いつき
- マリー・ルイーズ：綺咲愛里

新人公演
- ナポレオン・ボナパルト：礼真琴
- ジョセフィーヌ：妃海風
- バラス／フランツI世：夏樹れい
- グランマルモン：ひろ香祐
- レティツイア：夢妃杏瑠
- タレーラン：十碧れいや
- スタール夫人：夢城えれん
- フーシェ：凰姿有羽
- クレール：空乃みゆ
- メッテルニヒ／シェイエス：飛河蘭
- ジョセフ：凰津りさ
- テレーズ：綺咲愛里
- ベルティエ：夕渚りょう
- マルモン：瀬央ゆりあ
- ブリエンヌ：音咲いつき
- リュシアン：漣レイラ
- オランプ：毬愛まゆ
- オージュロー：彩葉玲央
- マッセナ：湊璃飛
- ナポレオンII世：紫藤りゅう
- オルタンス：早乙女わかば
- レカミエ夫人：珠華ゆふ
- ミュラ：麻央侑希
- ミシェル：桃堂純
- エリザ：華鳥礼良
- ルイ：綾凰華
- イポリット：拓斗れい
- カロリーヌ：紫りら
- アレクサンドルI世：漣レイラ
- ベジェール：天希ほまれ
- ウジェーヌ：天華えま
- ポーリーヌ：五條まりな
- シモン：凰羽みらい
- マリー・ルイーズ：城妃美伶

## 関連作品
- 愛あれば命は永遠に